# Slaid Cleaves
Slaid Cleaves (nascido em 9 de Junho de 1964) é um cantor/compositor norte-americano nascido em Washington, D.C. e criado South Berwick, Maine.

## Discografia
- The Promise (1990)
- Looks Good From the Road (1991)
- The Promise/Looks Good From the Road (1998 relançamento)
- Life's Other Side (1992,1997 relançamento do CD)
- For the Brave and Free (1993,2001 relançamento do CD)
- No Angel Knows (1997)
- Broke Down (2000)
- Holiday Sampler EP (2001)
- Wishbones (2004)
- Unsung (2006)
- Everything You Love Will Be Taken Away (2009)